# Live Forever (album)
Live Forever is het tweede livealbum van de Nederlandse multi-instrumentalist Jett Rebel en tevens het 8e album wat hij uitbrengt. Het album werd uitgebracht op 29 November 2019. Alle liedjes zijn live opgenomen in de zomer van 2019 op verschillende festivals door heel Nederland, zoals Parkpop, Concert at Sea en Pinkpop.

## Livealbum
De songs " Lady On The Hill" en " Bleed Me An Ocean" zijn nieuw toegevoegd aan het livealbum en waren nog niet eerder uitgebracht. Naast de release werd er in december 2019 een uitverkochte kleinschalige clubtour door vijf clubzalen gegeven.

## Afspeellijst
Alle liedjes zijn geschreven door Jett Rebel
1. "Waiting For The Weekend" - 2:26
2. "Lady On The Hill" - 2:21
3. "Dancing Through The Room" - 5:12
4. "Lucky Boy" - 5:14
5. "Do You Love Me At All" - 1:32
6. "Louise" - 2:02
7. "Pinapple Morning" - 1:17
8. "Tonight" 5:07
9. "I See You" - 8:49
10. "Bleed Me An Ocean" - 16:40

Totale duur van het album: 51 minuten

## Productie
Alle liedjes zijn geschreven en geproduceerd door Jett Rebel. Het album werd gemixt door Felix Tournier in Wisseloordstudio's. Het livealbum werd opgenomen door Arjan de Vree op verschillende festivals binnen Nederland, live monitors door Joost Muller. De mastering deed Frans Hendriks in Het Gemengde Bedrijf studio's.
Live opgenomen:
- Jett Rebel - zang, gitaar
- Peter Peskens - zang, basgitaar
- Willem van der Krabben - zang, drums

Het album is uitgebracht op compact disc en op langspeelplaat.
Hoesontwerp: Meke Vrienten
Omslag fotografie: Meke Vrienten
Hoes concept: Jett Rebel
Het livealbum is uitgebracht onder eigen label van Rebel, Baby Tiger Records, divisie van JJ Music V.o.F.

## Receptie
Live Forever werd door magazine Gitarist uitgeroepen als release van de week en ontving positieve kritieken.Jett Rebel's gitaarspel ondersteunt zijn zang op een geweldige manier, en hij neemt uitgebreid de tijd om te soleren. Drummer Willem van der Krabben beheerst de rock 'n roll perfect met rollende fills en krachtige stops. Bassist Peter Peskens is het onverbiddelijke anker. 